# (37349) 2001 SV291
2001 SV291 (asteroide 37349) é um asteroide da cintura principal. Possui uma excentricidade de 0.13882200 e uma inclinação de 12.81000º.
Este asteroide foi descoberto no dia 17 de setembro de 2001 por LONEOS em Anderson Mesa.